# Creyssensac-et-Pissot
Creyssensac-et-Pissot ist eine französische Gemeinde mit 266 Einwohnern (Stand 1. Januar 2022) im Département Dordogne in der Region Nouvelle-Aquitaine (vor 2016: Aquitanien). Sie gehört zum Arrondissement Périgueux und zum Kanton Périgord Central.
Der Name in der okzitanischen Sprache lautet Creissençac e Pissòt. Der erste Namensteil geht auf den Namen eines Landguts in gallorömischer Zeit zurück, der einem „Crescentius“ gehörte. Der zweite Teil geht entweder auf das okzitanische Pissòt (deutsch sprudelnde Quelle) oder auf den gallorömischen Namen „Pincius“ zurück.
Die Einwohner werden Creyssensacois und Creyssensacoises genannt.

## Geographie
Creyssensac-et-Pissot liegt ca. zwölf Kilometer südwestlich und damit im Einzugsbereich (Aire urbaine) von Périgueux und ca. 30 Kilometer nordwestlich von Bergerac in der Region Périgord Central der historischen Provinz Périgord.
Umgeben wird Creyssensac-et-Pissot von den Nachbargemeinden:
|                     | Chalagnac                                   |       |
| Saint-Paul-de-Serre | Kompassrose, die auf Nachbargemeinden zeigt |       |
| Grun-Bordas         |                                             | Vergt |

Creyssensac-et-Pissot liegt im Einzugsgebiet des Flusses Dordogne. Der Serre, ein Nebenfluss des Vern, fließt an der Grenze zur nördlichen Nachbargemeinde Chalagnac vorbei.

## Geschichte
Die Geschichte von Creyssensac-et-Pissot ist mit der Geschichte des Périgords verknüpft. Die Dordogne und damit auch die Gemeinde waren in dem Hundertjährigen Krieg zwischen 1337 und 1453 und den Hugenottenkriegen im 16. und 17. Jahrhundert involviert. Der markanteste Vorfall war hierbei die Schlacht von Vergt im Oktober 1562. Aufgrund der Erhebung von neuen Steuern trotz einer allgemeinen Notlage führte zur Rebellion der Croquants zwischen 1584 und 1636. Am 20. April 1820 vereinigten sich die Gemeinden Creyssensac und Pissot zur Gemeinde Creyssensac-et-Pissot.

### Toponymie
Toponyme und Erwähnungen von Creyssensac waren:
- Creichensa (1203, Rentenzahlung, geschuldet an den Seigneur de Taillefer),
- Creyschensacum (Kirchliches Güterbuch des 13. Jahrhunderts),
- Creyssensac (1750, Karte von Cassini),
- Creissensac (1793, Notice Communale),
- Cressensac (1801, Bulletin des Lois).[6][7][8]

Toponyme und Erwähnungen von Pissot waren:
- Pihsot (1247, Kastellanei des Périgord),
- Pichot (1365, Collection de l’abbé de Lespine),
- Ecclesia nova de Pischol (1382, Bericht von Pierre des Mortiers),
- Pissot (1750, 1793 und 1801, Karte von Cassini, Notice Communale bzw. Bulletin des Lois).[9][7][10]

### Einwohnerentwicklung
Nach Beginn der Aufzeichnungen stieg die Einwohnerzahl in der Mitte des 19. Jahrhunderts auf einen Höchststand von 440. In der Folgezeit sank die Größe der Gemeinde bei kurzen Erholungsphasen bis zu den 1980er Jahren auf rund 125 Einwohner, bevor sich eine robuste Wachstumsphase einstellte, die heute noch anhält.
| Jahr      | 1962 | 1968 | 1975 | 1982 | 1990 | 1999 | 2006 | 2010 | 2022 |
| --------- | ---- | ---- | ---- | ---- | ---- | ---- | ---- | ---- | ---- |
| Einwohner | 155  | 138  | 128  | 126  | 178  | 201  | 212  | 232  | 266  |

## Gemeindepartnerschaft
Creyssensac-et-Pissot unterhält über den ehemaligen Kanton Vergt seit 1996 eine Partnerschaft mit Saint-Jacques-de-Montcalm in der kanadischen Provinz Québec.

## Sehenswürdigkeiten

### Schloss de la Grèze

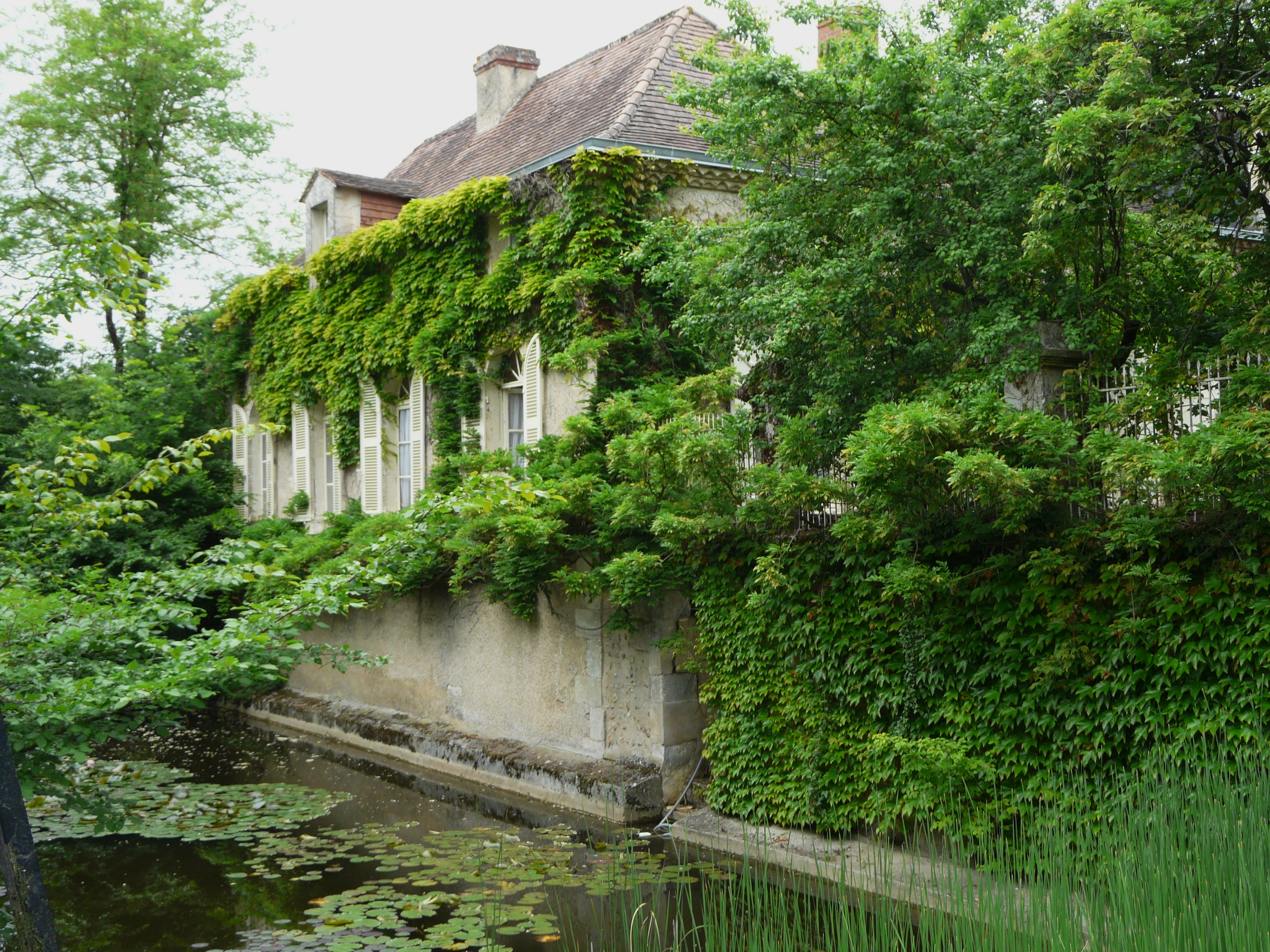
Schloss Grèze

Das Gebäude hat ein strenges Aussehen mit einem Haupttrakt, der mit Schiefer gedeckt ist und zwei Flügeln von kleinerer Größe. Auf der Hofseite markiert. An der Hofseite markiert eine große Dachgaube den Mittelpunkt des Hauses. Auf der Gartenseite ragt ein Risalit mit zwei Vorsprüngen aus der Fassade und stützt die Dachgaube und den gusseisernen Balkon. Der Zutritt zum Gebäude erfolgt über eine zulaufende Freitreppe.

### Schloss Creyssensac
Es wurde 1860 von M. Bachon, einem Stallmeister des Sohnes von Napoleon III. in der Nähe der Pfarrkirche errichtet. Das Schloss befindet sich in Privatbesitz und ist der Öffentlichkeit nicht zugänglich.

### Weitere Sehenswürdigkeiten
- Pfarrkirche Saint-Pardoux in Creyssensac

Pfarrkirche Saint-Pardoux
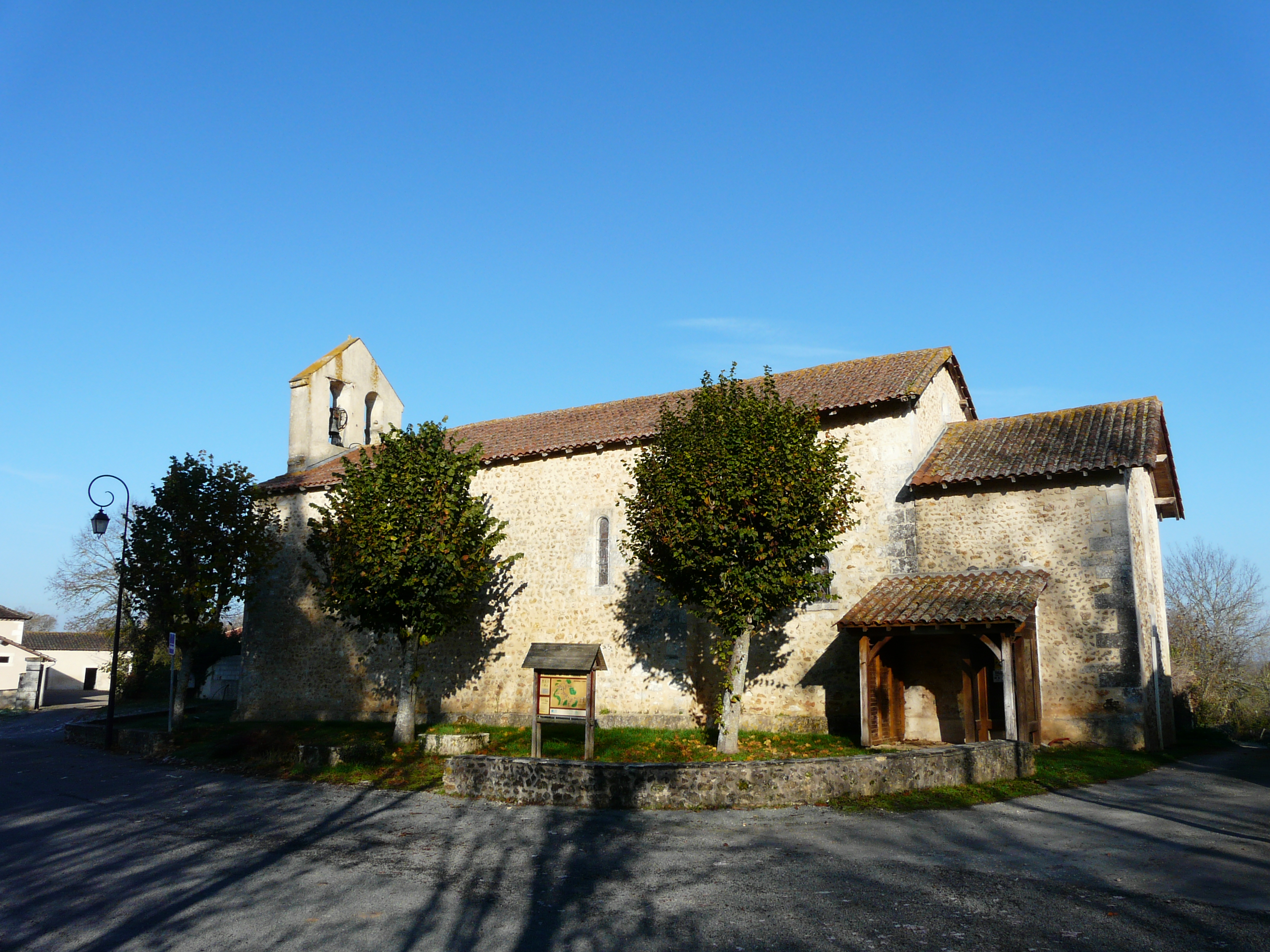
Südseite
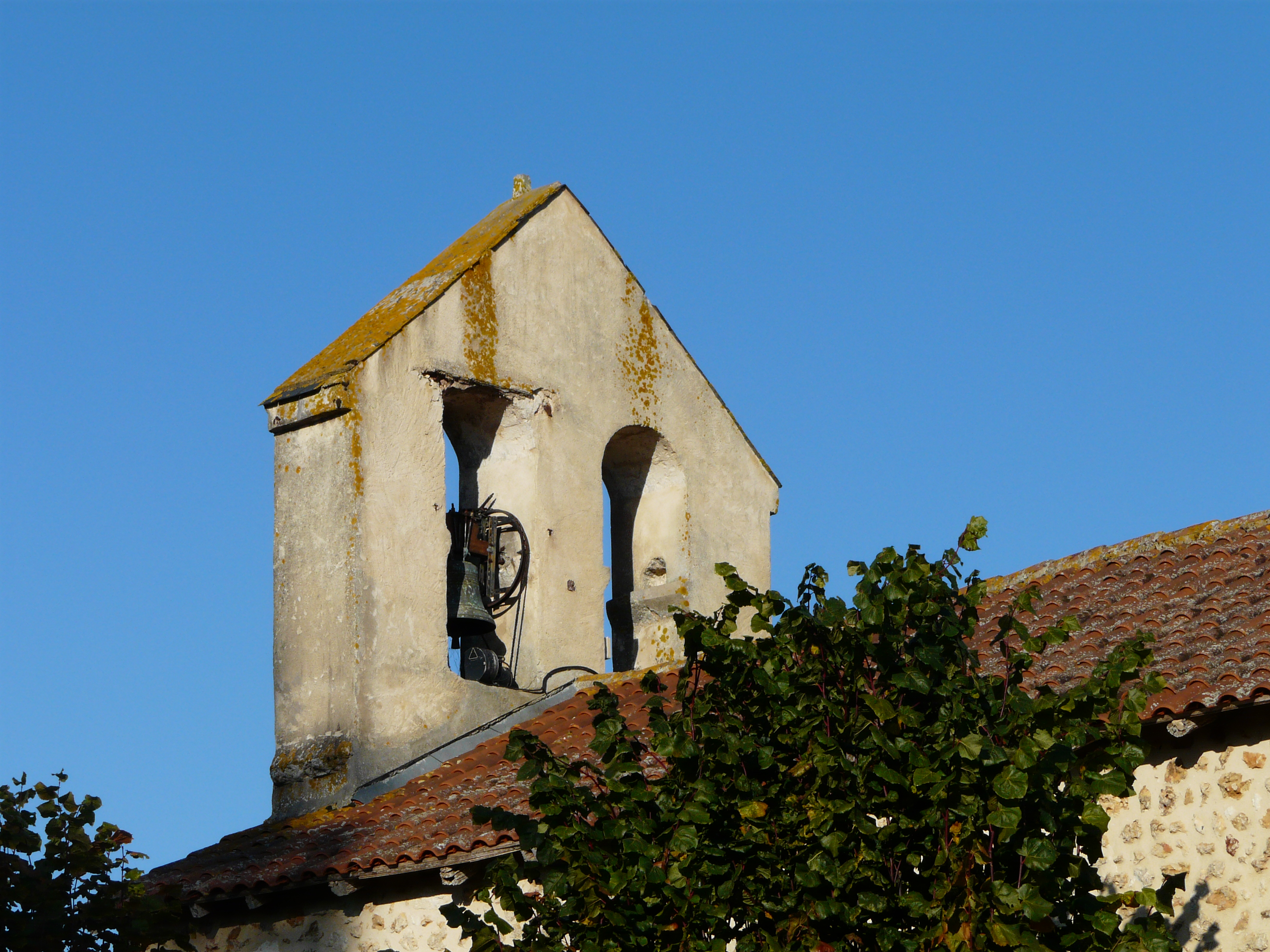
Glockengiebel
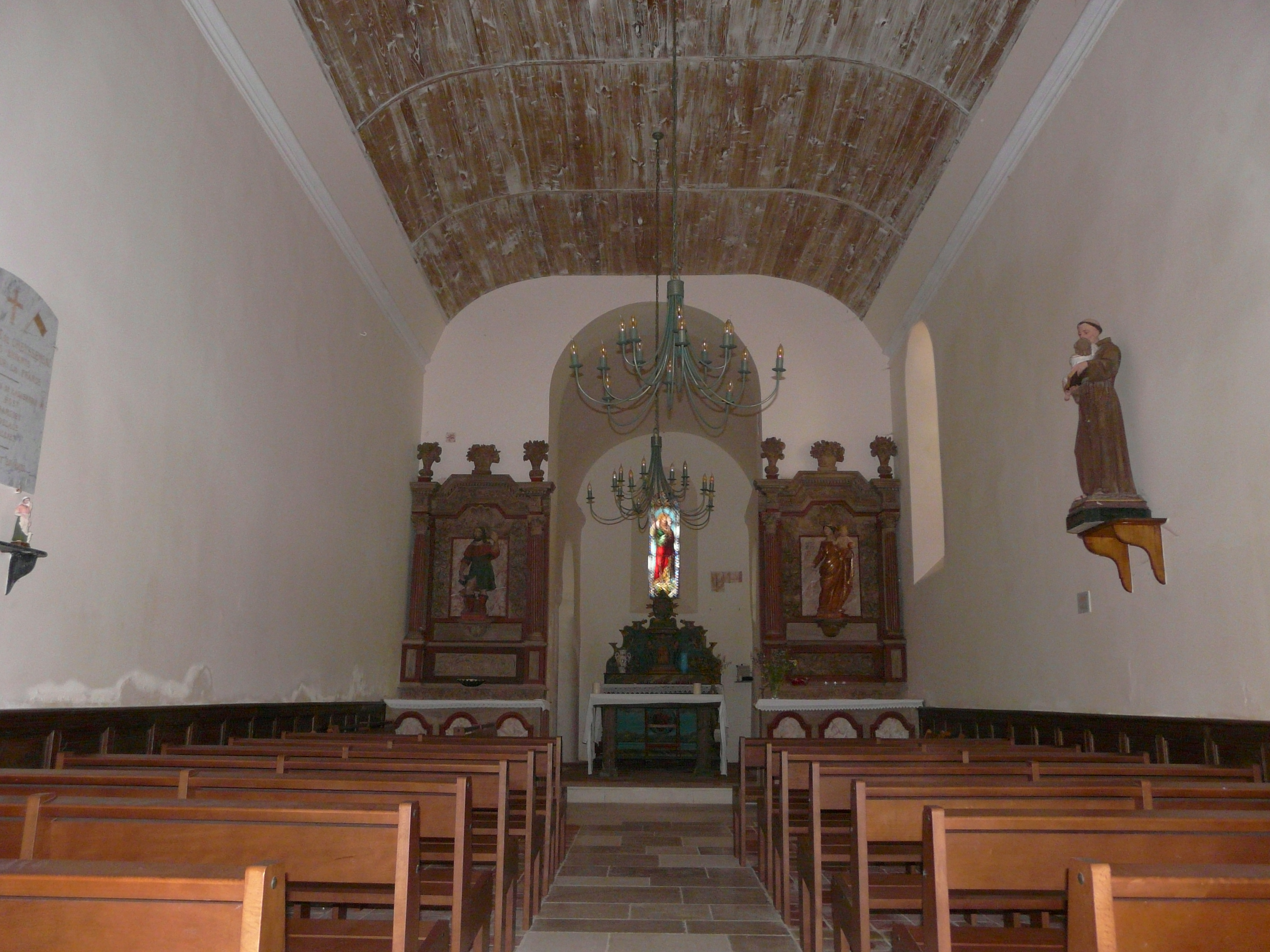
Kirchenschiff mit Blick auf den Chor
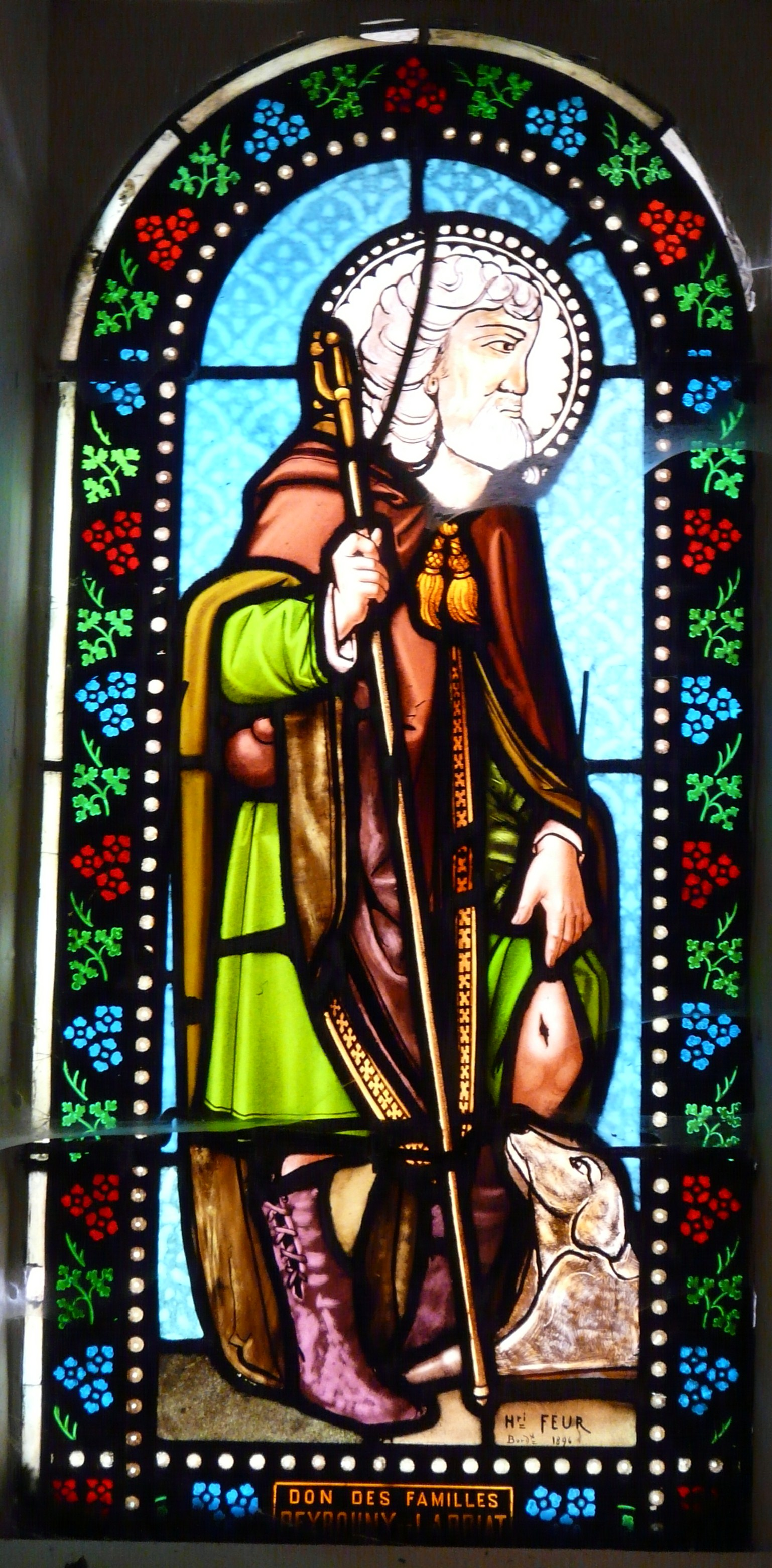
Glasfenster mit der Darstellung des heiligen Rochus
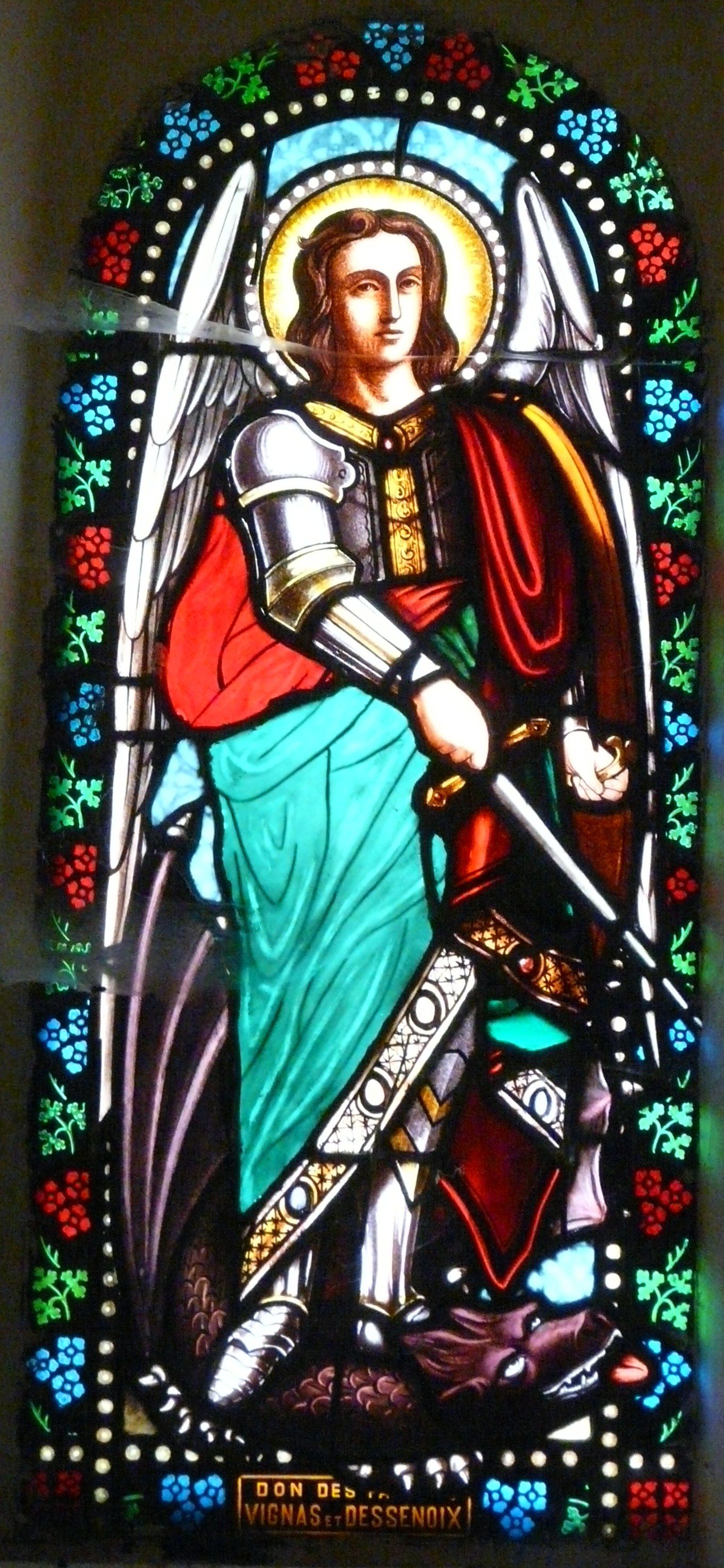
Glasfenster mit der Darstellung des Erzengels Michael

- Kirche Sainte-Marie, genannt Église-Neuve in Pissot

Kirche Sainte-Marie, genannt Église-Neuve
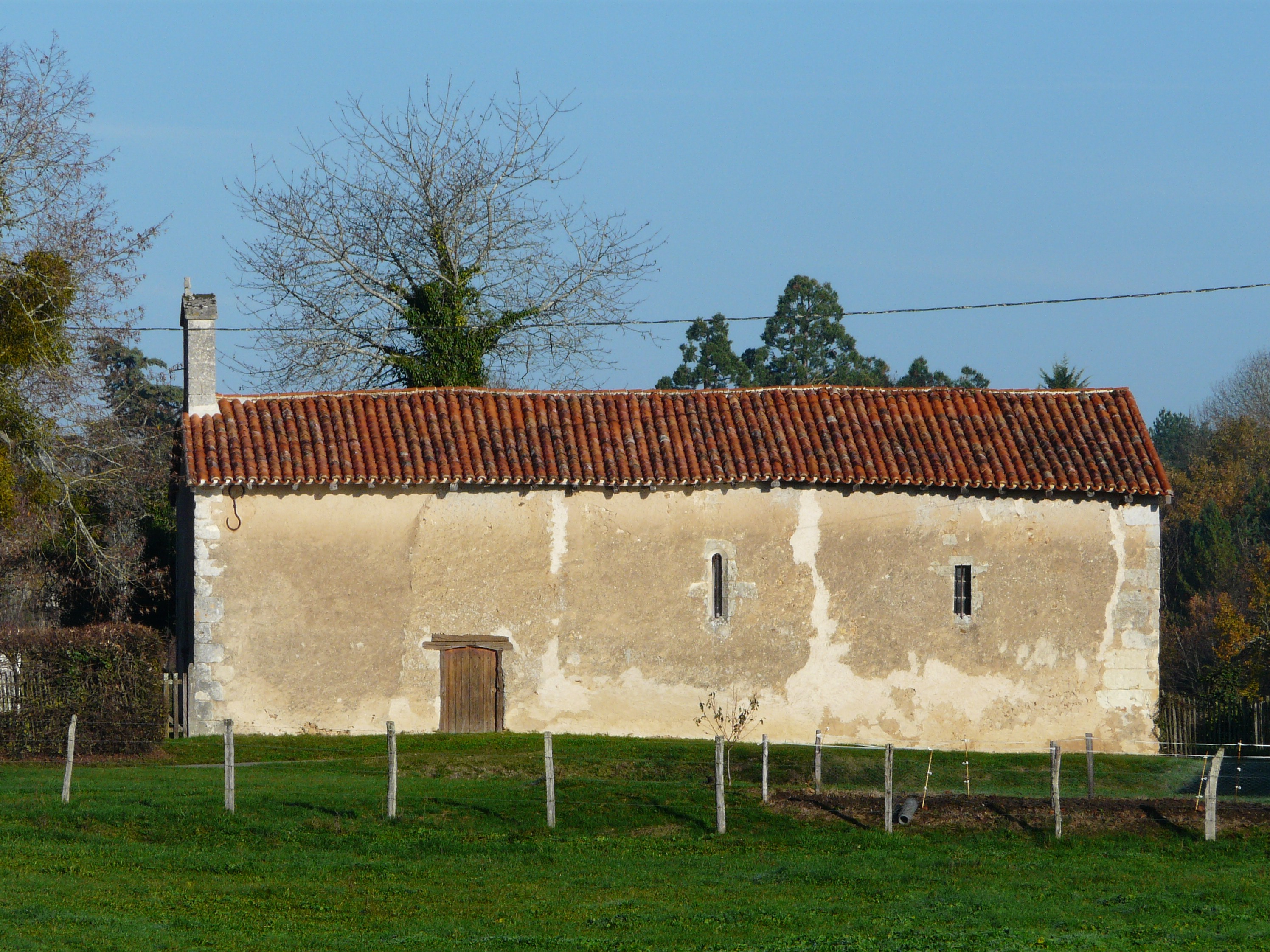
Südseite
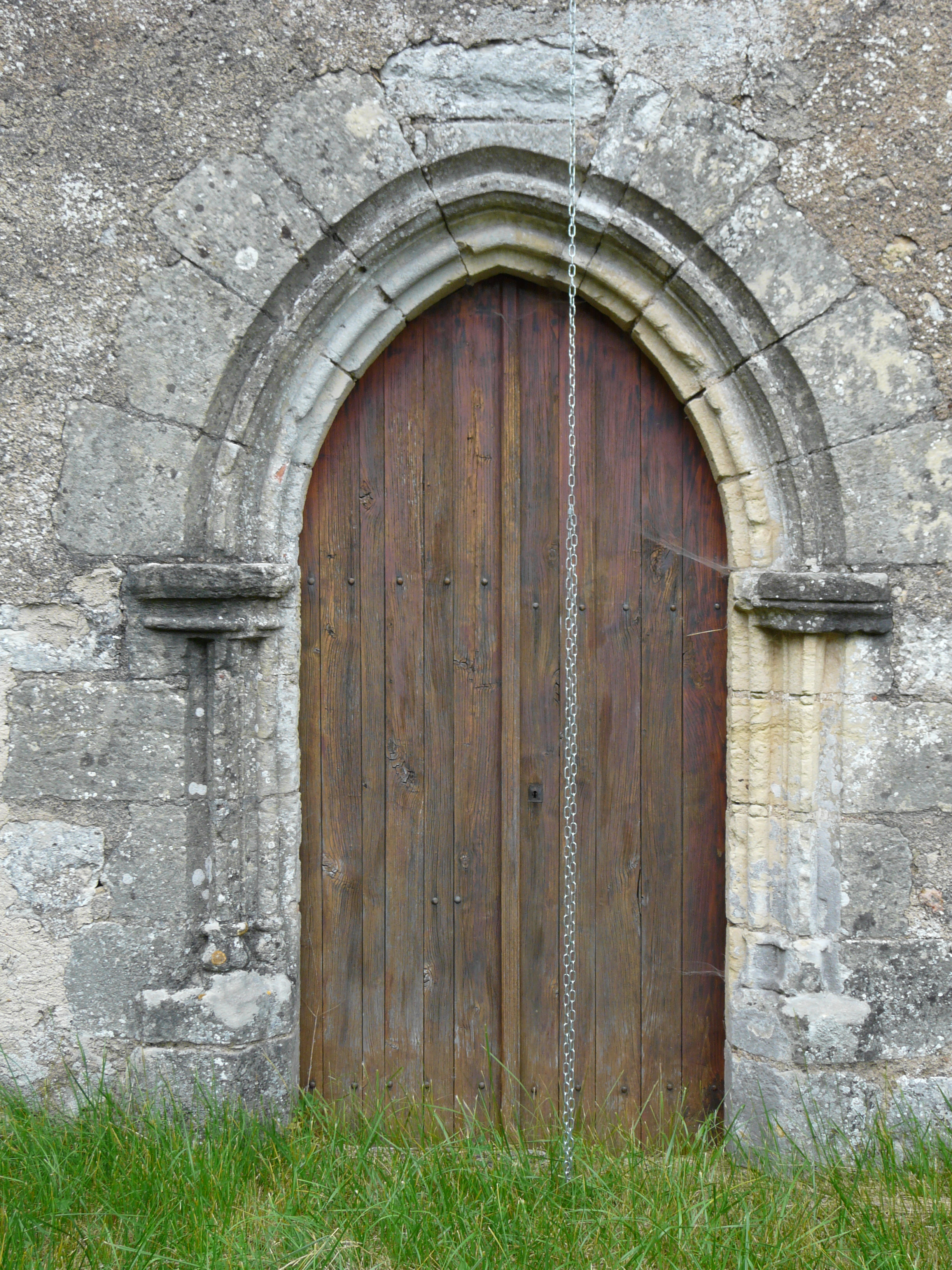
Eingangsportal
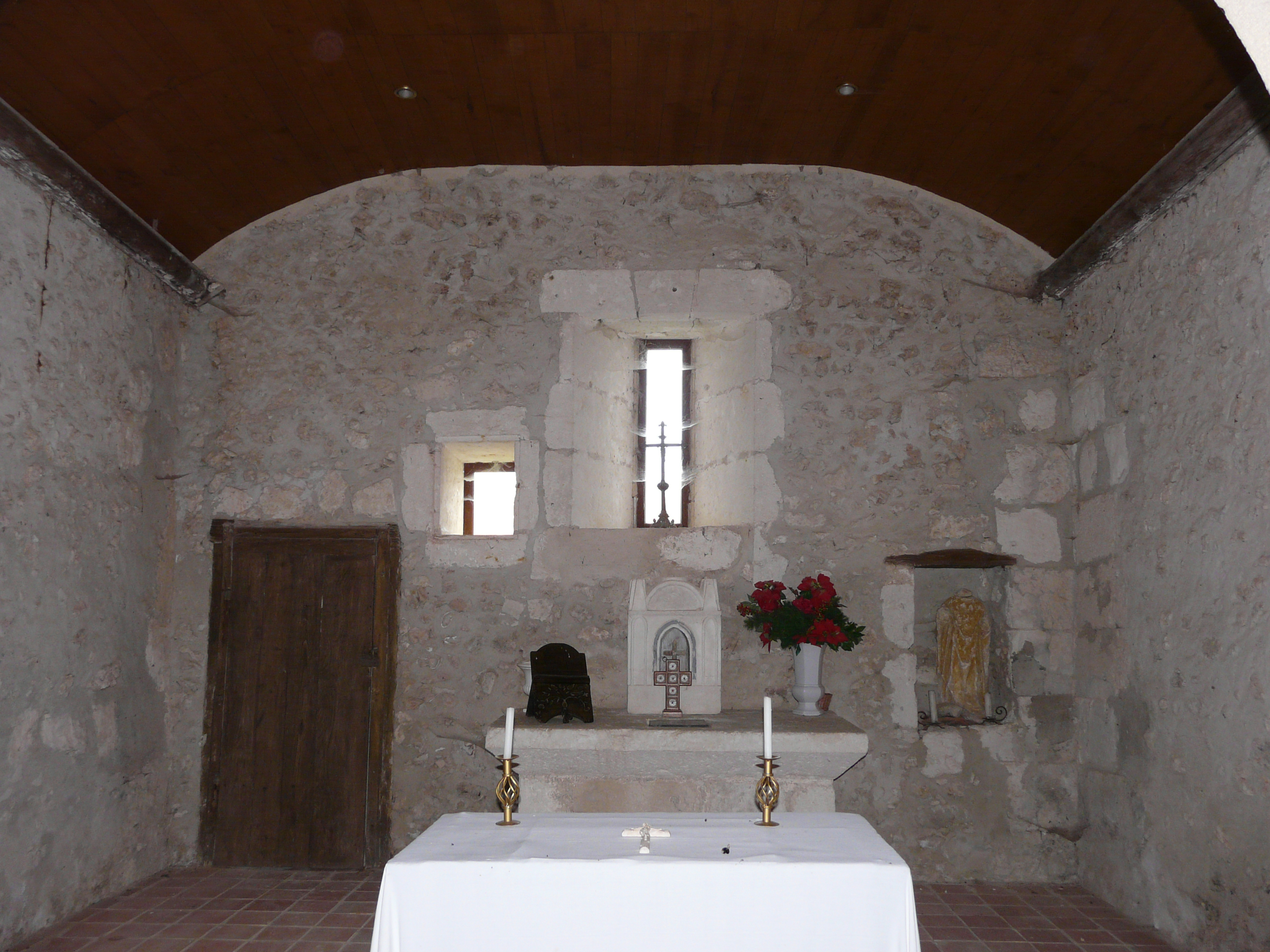
Chor
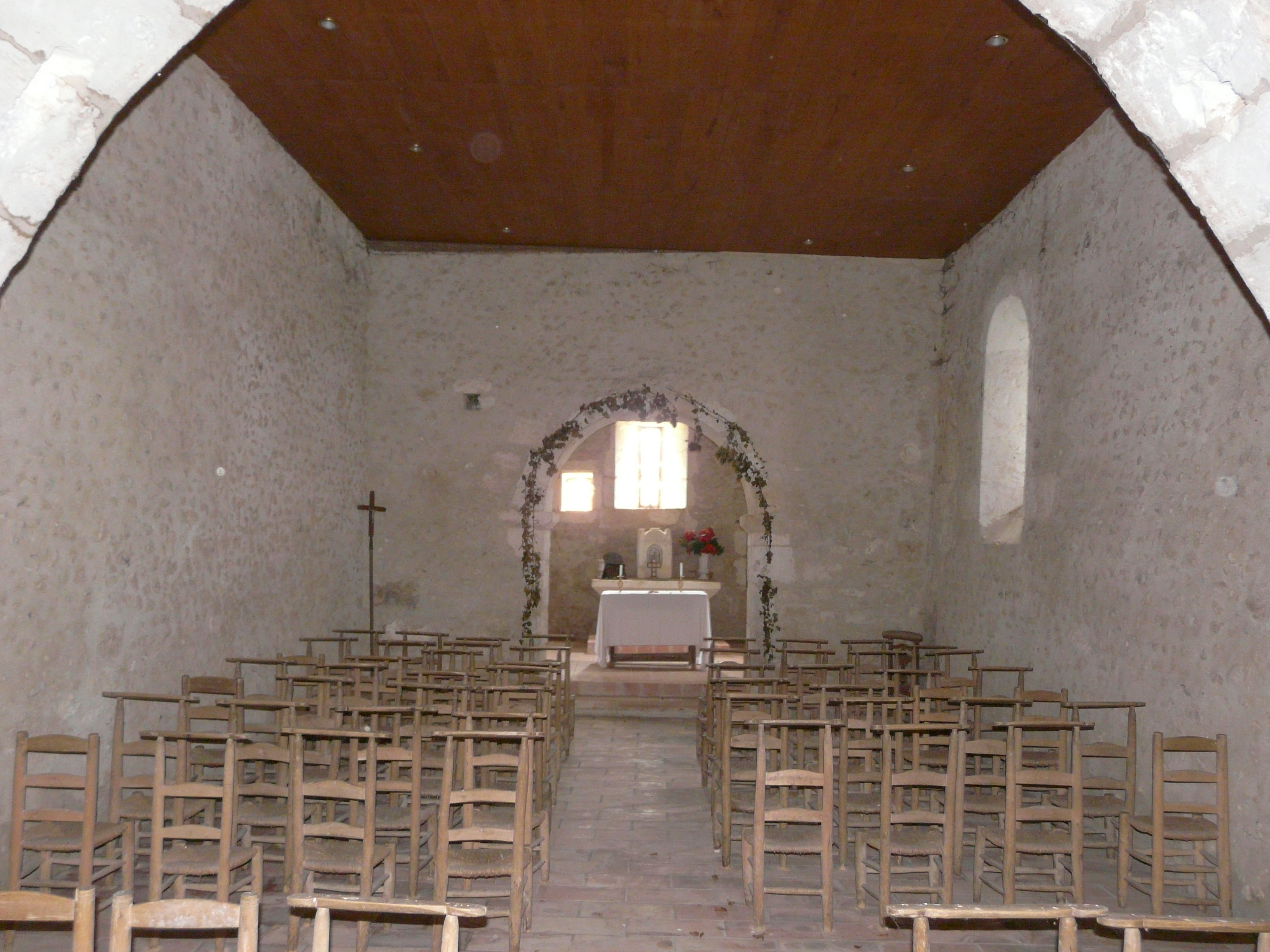
Kirchenschiff mit Blick auf den Chor

## Wirtschaft und Infrastruktur

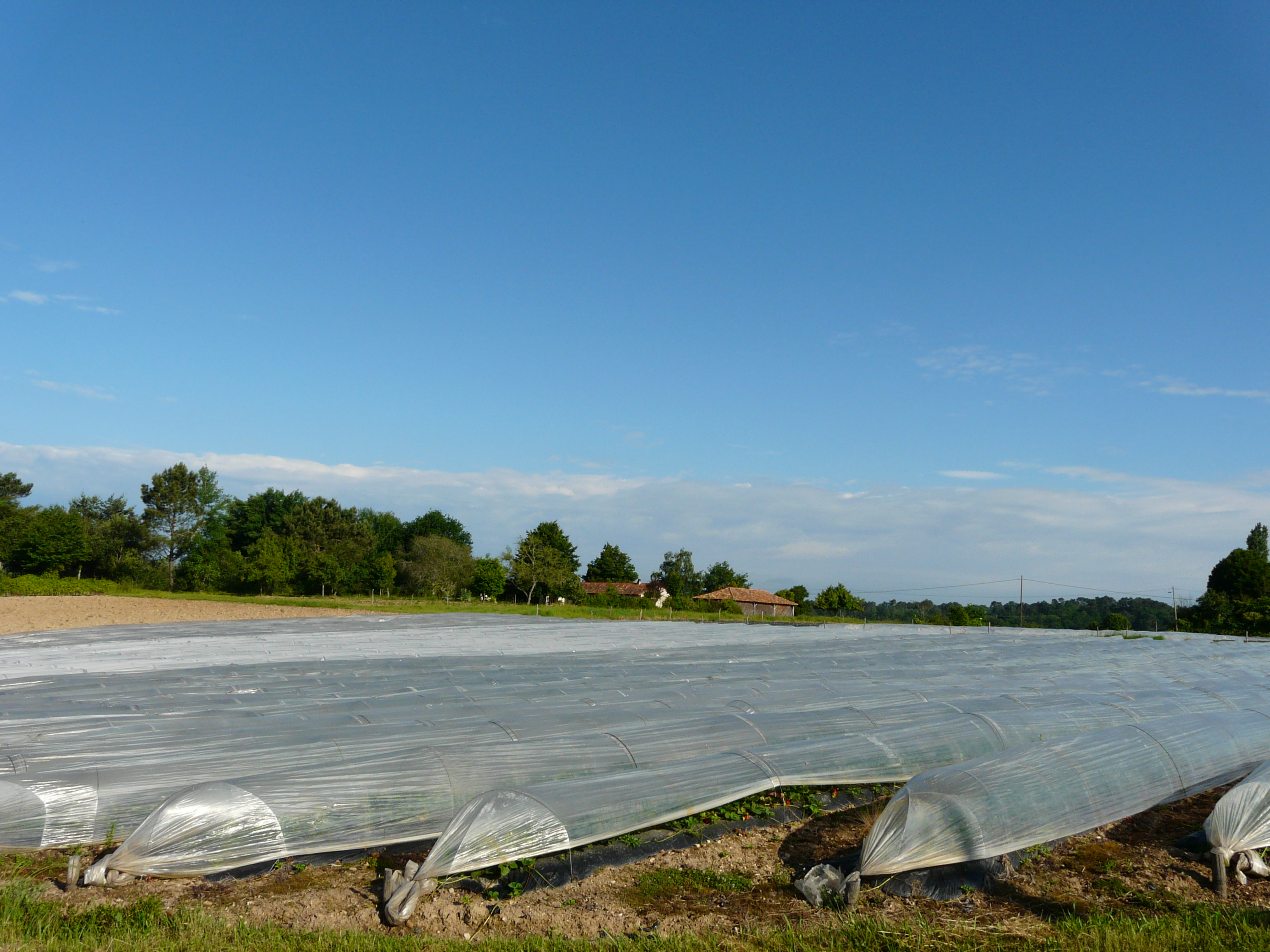
Erdbeerfeld in Pissot

Die Landwirtschaft mit ihrer Mischkultur, Viehzucht und dem Anbau von Erdbeeren ist der wichtigste Wirtschaftsfaktoren der Gemeinde.

Logo des Jakobswegs

### Sport und Freizeit
Der Fernwanderweg GR 654 von Namur in Belgien über Vézelay nach Saint-Jean-Pied-de-Port führt durch Creyssensac-et-Pissot. Er folgt der Via Lemovicensis, einem der vier Jakobswege in Frankreich.

### Verkehr
Die Route nationale 21, die Périgueux und Bergerac verbindet, durchquert das Gebiet der Gemeinde. Außerdem ist Creyssensac-et-Pissot über Nebenstraßen erreichbar, die von den Routes départementales 43 und 44 abzweigen.

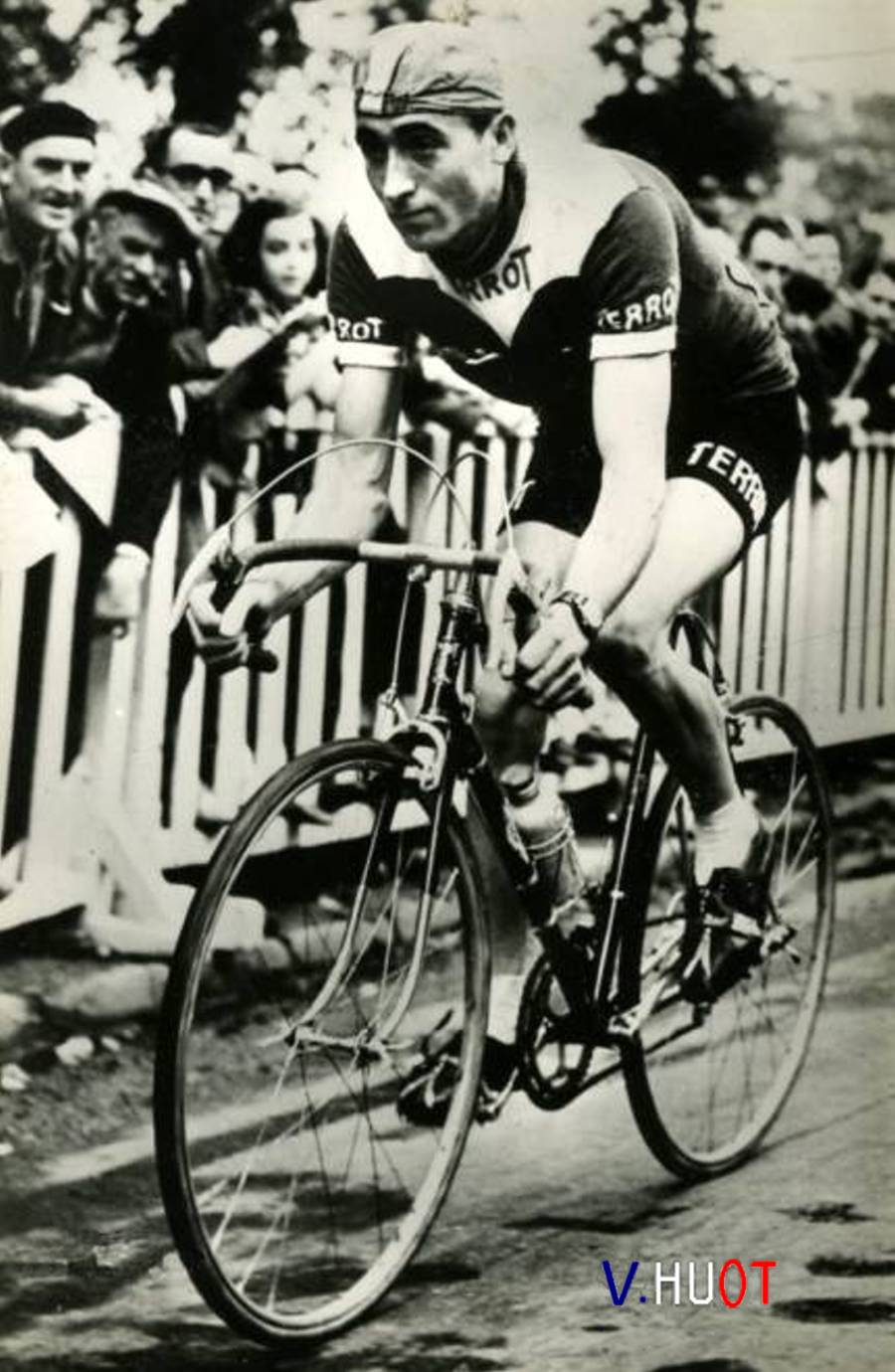
Valentin Huot

## Persönlichkeiten
Valentin Huot, geboren am 1. Mai 1929 in Creyssensac-et-Pissot, gestorben am 21. November 2017 in Manzac-sur-Vern, war ein französischer Radrennfahrer. Er nahm mehrfach an der Tour de France teil. 1957 und 1958 wurde er französischer Meister im Straßenrennen.